# ديفيد كولير
ديفيد كولير (بالإنجليزية: David Collier)‏ (2 أكتوبر 1957 في المملكة المتحدة - ) هو لاعب كرة قدم ويلزي في مركز الظهير. لعب مع نادي واتفورد.

## وصلات خارجية
- ديفيد كولير على موقع قاعدة بيانات كرة القدم.إي يو (الإنجليزية)